# Vladimir Fogel'
Vladimir Fogel' (Mosca, 1902 – Mosca, 8 giugno 1929) è stato un attore sovietico.

## Filmografia parziale

### Attore
- La febbre degli scacchi (1925)
- Miss Mend (1926)
- Secondo la legge (1926)